# Planeta intergalático
Um planeta intergalático é um planeta que estaria fora de qualquer galáxia. Tal planeta seria muito além de um planeta extragalático (externo à Via Láctea) e um planeta extrassolar (localizado fora do Sistema Solar). Ele poderia estar em órbita em torno de uma estrela intergalática ou ser um planeta interestelar, não girando em torno de qualquer estrela. Neste último caso, seria muito frio e muito difícil de detectar. Provavelmente eles devem ser numerosos e podem ter sido ejetados durante colisões de galáxias.